# Edward George Clarke
Edward George Clarke, (15 février 1841 - 26 avril 1931) est un avocat et homme politique britannique, considéré comme l'un des principaux défenseurs de la fin de l'ère victorienne et occupant le poste de solliciteur général dans le gouvernement conservateur de 1886-1892. Il est l'avocat d'Oscar Wilde dans ses poursuites désastreuses contre le marquis de Queensberry pour diffamation et celui du plaignant dans l'" affaire du baccara", au cours de laquelle Sir Edward contre-interroge le prince de Galles.

## Jeunesse
Clarke est le fils de JG Clarke de Moorgate Street, Londres. Il fait ses études au King's College de Londres. En 1859, il devient écrivain à l'India Office, mais démissionne l'année suivante et devient journaliste juridique. Il obtient une bourse Tancred en 1861 et est admis au barreau du Lincoln's Inn en 1864, rejoignant le Home Circuit.

## Carrière juridique
Clarke acquiert rapidement une grande réputation au barreau junior et se fait un nom pour la défense dans les deux affaires les plus notoires de 1877, obtenant l'acquittement de son homonyme, l'inspecteur en chef Clarke dans le scandale de Great Scotland Yard (lorsque d'autres détectives supérieurs du CID sont reconnus coupable de corruption) et défendant sans succès Patrick Staunton (qui est accusé de complicité pour avoir fait mourir de faim sa belle-sœur) dans le meurtre de Penge. Fort de ces succès, Clarke devient conseiller de la reine en 1880, est rapidement reconnu comme l'un des principaux membres du barreau et devient conseiller de Lincoln's Inn en 1882 et est fait chevalier en 1886. Il entre également au Parlement en tant que député conservateur de Southwark lors d'une élection partielle au début de 1880, mais quitte le siège aux élections générales plus tard cette année-là, et est élu à la place pour Plymouth. Il est solliciteur général dans le gouvernement conservateur de 1886-1892, mais décline ces fonctions lorsque le parti revient au pouvoir en 1895, car il aurait été empêché de poursuivre sa pratique privée lucrative.
En 1899, Clarke se trouve en désaccord total avec son parti sur la politique sud-africaine du gouvernement, et début février 1900, son parti de circonscription à Plymouth lui demande de quitter son siège . Il démissionne le lendemain . Il ne se présente pas aux élections générales de 1900, mais est réélu à la Chambre en tant que député de la ville de Londres en 1906. Cependant, il choque une partie de ses électeurs par un discours contre la réforme tarifaire à la Chambre des communes le 12 mars 1906, et peu de temps après, il démissionne de son siège pour des raisons de santé.
Il publie un Traité sur la loi d'extradition en 1903, et plusieurs volumes de discours (à la fois politiques et juridiques). Il écrit également une biographie de Benjamin Disraeli. Son autobiographie, The Story of My Life, est publiée en 1918  et une biographie de Derek Walker-Smith et de son petit-fils Edward Clarke (Life of Sir Edward Clarke) l'est en 1939.

## Affaires célèbres

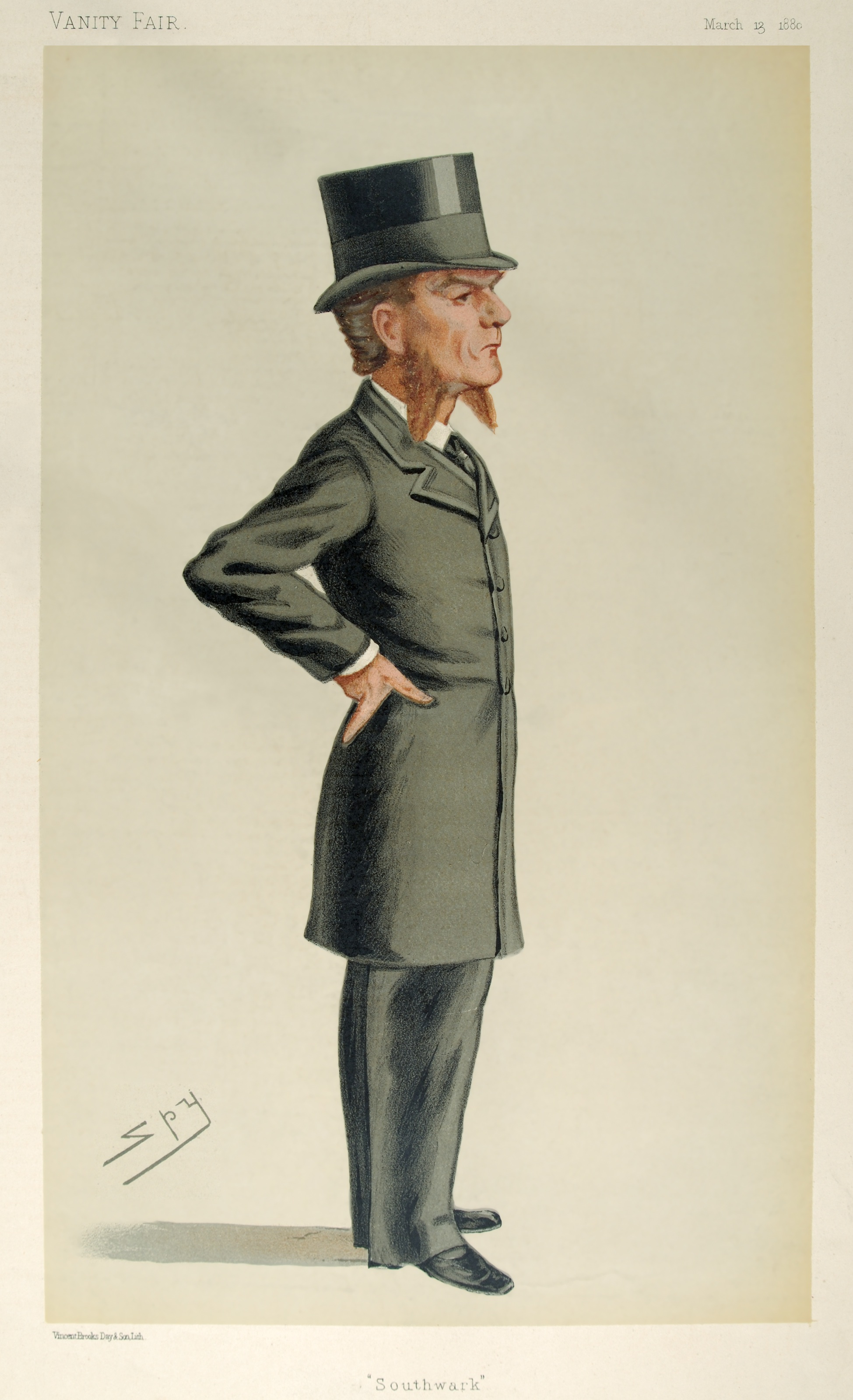
"Southwark". Caricature de Spy publiée dans Vanity Fair en 1880.

- R v Clarke et autres, 1877 (Le procès des détectives). Clarke obtient l'acquittement de l'inspecteur en chef Clarke, chef par intérim du département des détectives de Scotland Yard, sur des accusations de corruption. Trois autres policiers plus jeunes sont condamnés et la division des détectives de la police métropolitaine est complètement réorganisée en conséquence.
- R v Staunton, Staunton, Staunton et Rhodes, 1877 (Le meurtre de Penge). Harriet Staunton, une femme handicapée mentale de 38 ans, est décédée à Penge dans le Kent, apparemment de faim. Son mari, Lewis Staunton, ainsi que son frère, la femme de son frère et sa maîtresse (qui est la sœur de la femme de son frère) sont accusés de l'avoir assassinée par négligence délibérée ; bien qu'ils n'aient été inculpés que d'un seul meurtre, on pense généralement qu'ils sont également responsables de la mort du bébé de Harriet, également de faim. Clarke défend Patrick Staunton, le frère ; bien que tous les quatre aient été reconnus coupables et condamnés à mort, des doutes suffisants quant à la stricte position juridique sont soulevés lors du procès et les peines des trois Stauntons sont commuées en travaux forcés à perpétuité, et le quatrième accusé, Alice Rhodes, reçoit un pardon.
- R v Bartlett, 1886 (Le mystère Pimlico). Clarke défend Adelaide Bartlett accusée d'avoir assassiné son mari par empoisonnement au chloroforme; elle est acquittée.
- Gordon-Cumming c. Wilson et autres , 1891 (L'affaire Royal Baccarat ou le scandale Tranby Croft). Clarke représente Sir William Gordon-Cumming, qui poursuit cinq personnes pour diffamation après avoir été accusé d'avoir triché aux cartes. L'affaire est médiatisée parce que le prince de Galles, plus tard le roi Édouard VII, a été banquier pendant le jeu dans lequel Gordon-Cumming aurait triché ; le prince est appelé comme témoin et vigoureusement contre-interrogé par Clarke. Néanmoins, Gordon-Cumming perd l'affaire.
- Wilde contre Queensberry, 1895 ; R contre Wilde, 1895 . Clarke représente Oscar Wilde dans sa poursuite malavisée contre le marquis de Queensberry pour diffamation criminelle. Queensberry étant déclaré non coupable, Clarke s'estime en partie responsable des tactiques utilisées pendant le procès, et lorsque Wilde est ensuite arrêté et poursuivi pour pratiques homosexuelles, Clarke s'estime obligé d'assumer la défense, ce qu'il fait tout en refusant d'accepter des honoraires. Clarke est d'abord largement critiqué pour cela, même au sein de la profession juridique, indigné autant par un avocat comparaissant sans frais que par leur répugnance pour Wilde, bien que les opinions aient été inversées plus tard. Dans le premier procès, quand la conduite de Clarke à la défense est décrite par l'avocat de poursuite comme « courageuse et brillante », le jury n'est pas d'accord ; mais Clarke n'a pas pu persuader le jury dans le nouveau procès contre un verdict de culpabilité.
- R. v Jameson, Willoughby et autres, 1896[4] . Clarke défend Leander Starr Jameson pour son organisation du Jameson Raid. Jameson est reconnu coupable et condamné à quinze mois de prison, mais est rapidement gracié et est  généralement traité comme un héros national.

## Famille
Le fils de Clarke, Percival Clark, est un éminent avocat dans les années 1920 et 1930. Son petit-neveu, Edward Clarke, est le numéro deux de Frederick Geoffrey Lawrence dans l'équipe de défense du tueur en série présumé John Bodkin Adams . Son plus jeune fils, William Clarke, suit une formation d'avocat, mais devient cryptographe.